# Кристина Пронко
Кристѝна Про̀нко (на полски: Krystyna Prońko) (14 януари 1947 г., Гожув Велкополски) е полска джаз певица, композиторка и музикална педагожка. Почетна гражданка е на Гожув Велкополски.

## Биография

### Ранни години
Семейството ѝ произхожда от Лемковшчина и преди Втората световна война живее в областта Източни Креси (на територията на днешен Беларус). След войната се установява в Гожув Велкополски, където се ражда Кристина Пронко.
Там завършва Химическия техникум и започва работа в една от местните лаборатории като химичка-аналитичка. По-късно учи в отдела по джаз и развлекателна музика към Музикалната академия в Катовице, която завършва с диплома за магистър на изкуствата с ректорската награда на тогавашния ректор Хенрик Миколай Гурецки.

### Музикална кариера
Първите ѝ изяви като певица са с група „Релакс“, в която свирят братята ѝ Пьотър (на саксофон) и Войтек (на контрабас и бас китара), както и техни познати.
През 1969 г. като вокалистка към група „Респект“ участва на първото издание на Националния фестивал за бийтов авангард в Калиш, провело се от 27 до 30 ноември.

#### 70-те години
През 1970 г. осъществява първите си записи към трета програма на Полското радио – записва песните Cały maj („Цял май“) и Daleko przed siebie („Далеч пред себе си“), музиката към които е нейно дело, а текстовете – на Марек Гашински под творечския псевдоним Ян Томаш.
През пролетта на 1971 г. като вокалистка към съпровождащия на група „Скалдове“ хор (заедно с Елжбета Линковска и Зофия Борца) изнася турне в СССР. През есента участва в хора на „Червоне Гитари“ (с Елжбета Линковска и Барбара Сувка), в този на Регина Писарек, както и в този на групата на Чеслав Немен.
През 1973 г. участва на Фестивала на джазовите вокалисти в Люблин и на Националния фестивал на полската песен в Ополе (КФПП), на който печели награди за изпълнението си на песните Po co ci to, chłopcze („За какво ти е това, момче“) и Umarłe krajobrazy („Мъртви пейзажи“). На изданието му през 1975 г., печели голямата награда на фестивала за песента Niech moje serce kołysze ciebie do snu („Нека сърцето ми те полюлее, докато заспиш“), с която повтаря първия си успех. Тази песен печели и анкетата на списание „Нон Стоп“ за песен на годината.
От 9 до 12 юни 1976 г. участва на 12-ото издание на Фестивала на съветската песен в Жельона Гура.
На КФПП в Ополе участва на още няколко издания – на тези през 1979, 1980, 1981, 1986 и 1987 година.
Участва и на редица международни джазови фестивали, сред които са „Джаз Джамбъри“ във Варшава, Международният джазов фестивал в Прага, както и фестивалът в Касълбар.

#### 80-те години
От 1979 до 1981 г. преподава пеене в Музикалната академия в Катовице. В продължение на една година работи заедно с млади певци в Музикалния театър в Гдиня.
През 1981 г. участва в мюзикъла Kolęda Nocka на поета Ернест Брил и по музика на Войчех Тшчински. След въвеждането на военното положение в страната през 1981 г. представлението е прекратено.

#### 90-те години – настояще
През 1991 г. основава своя собствена музикална къща „Пауър Мюзик“. От 1992 до 1995 г. се занимава с музикална журналистика, води редица авторски радиопрограми.
От октомври 2001 г. преподава пеене в Артистичния отдел в Института по музика на Университета „Мария Кюри-Склодовска“ в Люблин.
През 2008 г. получава сребърен медал „Заслужил деятел на културата Gloria Artis“, връчен ѝ от министъра на културата и наследството Богдан Здройевски.
Заедно с Марек Кошчикевич и Марек Тиспер през пролетта на 2010 г. участва в журито на първото издание на предаването Śpiewaj i walcz, излъчвано по канал TVP1.
През 2013 г. участва в юбилейната гала вечер Opole! Kocham cię! („Ополе! Обичам те!“) по време на 50-ото издание на КФПП.
През 2019 г. получава Медал на стотелието от възвръщането на независимостта, връчен ѝ от президента на Полша Анджей Дуда.

### Политическа кариера
От 2014 до 2018 г. е общинска съветничка във Варшавския общински съвет, печели мандата от списъка на Гражданската платформа.

## Дискография
| - 1975 – Krystyna Prońko - 1978 – Deszcz w Cisnej - 1980 – 1980 - 1983 – Krystyna Prońko - 1984 – Kolędy - 1987 – Subtelna gra - 1989 – Album - 1990 – Firma „Ja i Ty” - 1994 – Jesteś lekiem na całe zło - 1998 – Złość - 1999 – Kolędy i piosenki świąteczne - 2006 – Jestem po prostu… | - 1997 – Supersession II Live - 2012 – Recital Trio Live: Prońko, Raminiak, Wendt - 1992 – Krystyna Prońko 72 – 92 vol. 1 i vol. 2 - 2000 – Osobista kolekcja 1 - 2000 – Osobista kolekcja 2 - 2001 – Subtelna gra – Złota kolekcja - 2002 – Osobista kolekcja 4 - 2003 – Osobista kolekcja 3 - 2007 – Poranne łzy i inne tęsknoty |

## Награди, признания и отличия
- 1979 – звание „Заслужил деятел на културата“;
- 2007 – „Почетно звание за заслуги за Любушкото войводство“;
- 2008 – сребърен медал „Заслужил деятел на културата Gloria Artis“;[4]
- 2019 – „Медал за стогодишнината от възстановяването на независимостта“.[6][7]